# Dulce María
Dulce María Espinosa Saviñón, nota semplicemente come Dulce María (Città del Messico, 6 dicembre 1985), è una cantautrice, attrice e ballerina messicana.

## Carriera
Dal 2000 al 2002 ha fatto parte di un girl group chiamato Jeans. Dal 2004 al 2009 ha fatto parte del gruppo pop RBD, che ha ottenuto successo in tutto il mondo.
Dal 2004 al 2006 ha recitato nella telenovela Rebelde, trasmessa anch'essa in tutto il mondo.
Nel 2010 ha pubblicato il suo primo lavoro da solista.

## Discografia

### Album in studio
- 2011 – Extranjera segunda parte
- 2014 – Sin fronteras
- 2017 – DM
- 2021 – Origen

### EP
- 2010 – Extranjera primera parte

### Singoli
- 2009 – Verano
- 2010 – Inevitable
- 2010 – Ya no
- 2011 – Ingenua
- 2012 – Es un drama
- 2013 – Lágrimas (con Julión Álvarez)
- 2014 – Antes que ver el sol
- 2014 – O lo haces tú o lo hago yo
- 2016 – No sé llorar
- 2016 – Volvamos (con Joey Montana)
- 2017 – Rompecorazones
- 2017 – Borrón y cuenta nueva
- 2019 – Los caminos de la vida (con Alexander Acha)
- 2020 – Más tuya que mía
- 2020 – Te daría todo
- 2020 – Tú y yo
- 2020 – Color Esperanza // México
- 2020 – Lo que ves no es lo que soy
- 2021 – Nunca
- 2021 – Te quiero mucho (con Naty Botero e Sinego B Side)
- 2021 – Amigos con derechos
- 2021 – Ela tá movimentando (con MC Kevin e Chris)
- 2021 – Céu azul (con Flay, Ferruge,)
- 2021 – Te daria tudo (con Priscilla Alcantara)
- 2021 – Amigos con derechos (con Marília Mendonça)

## Collaborazioni
- 2009 – El regalo màs grande (con Tiziano Ferro e Anahí)
- 2009 – Beautiful (con Akon)
- 2010 – Inevitable (con Juan Magán)
- 2010 – Navidad navidad (con Chino & Nacho)
- 2012 – Te sigue esperando mi corazón (con Río Roma)
- 2013 – Wake Up Beside Me (con Basshunter)
- 2014 – No regresa más (con Henry Mendez)

## Filmografia parziale
- Nunca te olvidaré (1999) - telenovela
- Primer amor... A mil por hora (2000)
- Clase 406 (2002-2003) - telenovela
- Rebelde (2004-2006) - telenovela (Messico)
- Verano de amor (2009) - telenovela
- Mujeres asesinas (2010)
- Rebelde (2012) - telenovela (Brasile)
- Mentir para vivir (2013) - telenovela
- Corazón que miente (2016) - telenovela